# ¡Que vienen los socialistas!
¡Que vienen los socialistas! es una película española, estrenada en 1982.

## Argumento
En España, en el año 1982, las encuestas dan por sentada la victoria del Partido Socialista en las elecciones que están a punto de convocarse. En un pequeño pueblo, cunde el pánico entre los representantes de los partidos políticos de centro y derecha, que temen perder sus prebendas y privilegios, por lo que comienza una frenética carrera para ganarse la alianza y simpatías del delegado socialista en la localidad.

## En la cultura popular
Esta película es mencionada por José Manuel Parada durante su cameo en la telecomedia española "La que se avecina", donde realiza un programa de corte similar a su popular "Cine de barrio".

- Datos: Q6172198